# Référendum de 1949 à Chandernagor

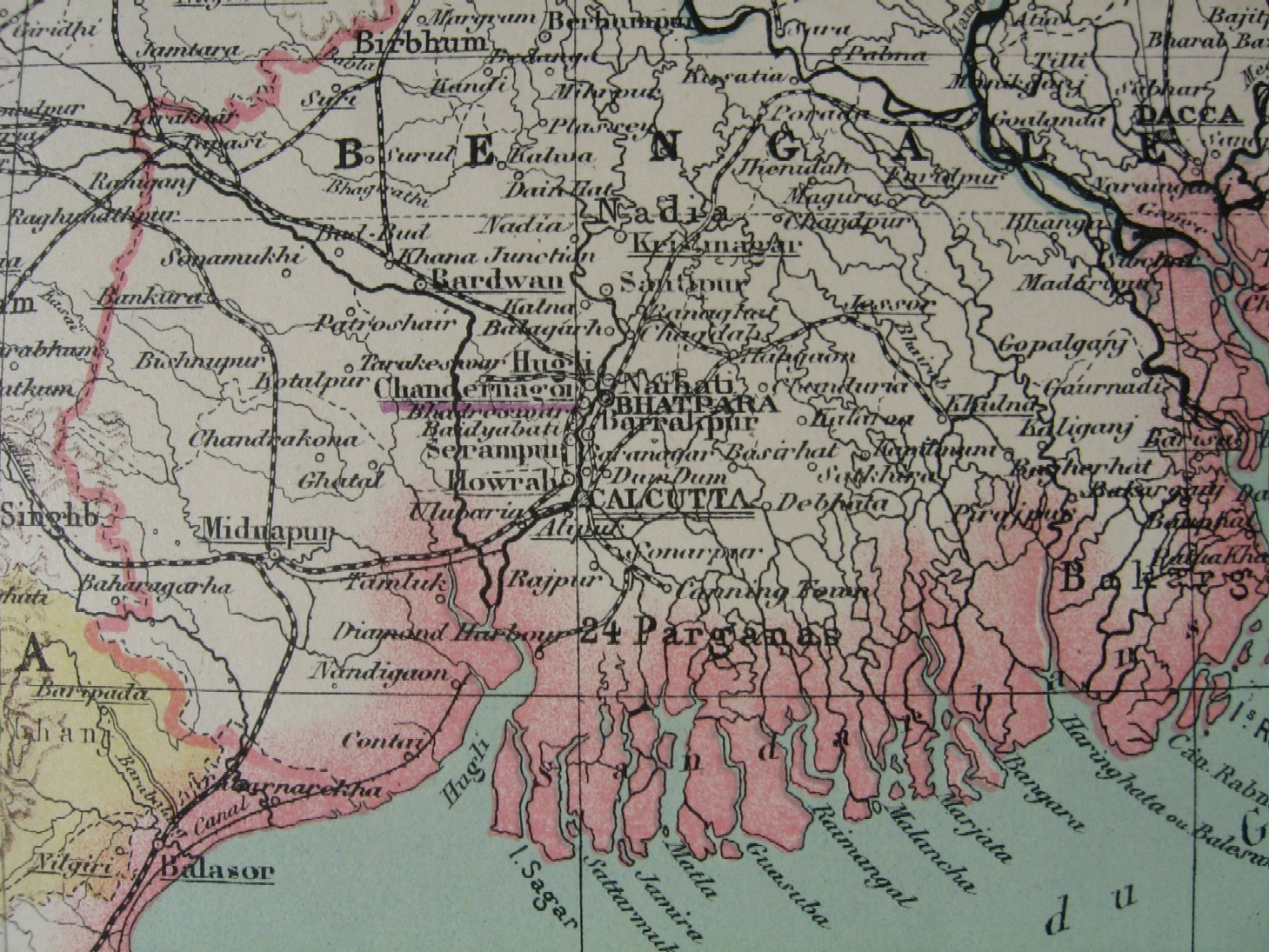
Carte du Bengale, avec Chandernagor au nord de Calcutta.

Le référendum organisé en 1949 à Chandernagor est un référendum visant à déterminer l'opinion de la population de cet établissement français de l'Inde à propos de l'intégration de Chandernagor dans la nouvellement créée Union indienne. Il a lieu le 19 juin 1949 et se solde par une très large victoire des partisans de l'intégration par 7 587 voix contre 114 ou 98,52% contre 1,48%. Seuls les hommes participèrent au vote.
L'Inde prendra en charge l'administration du territoire dès le 2 mai 1950. Le traité de cession du territoire de Chandernagor - 17 km² - ne sera quant-à-lui signé que le 2 février 1951 à Paris et n'entrera officiellement en vigueur que le 9 juin 1952, plus de 2 ans après.
Chandernagor est directement intégré à l'État du Bengale-Occidental, contrairement aux quatre autres anciens établissements français, qui formeront plusieurs années plus tard un territoire distinct, le Territoire de Pondichéry. 